# Rotbeiniger Erdbock

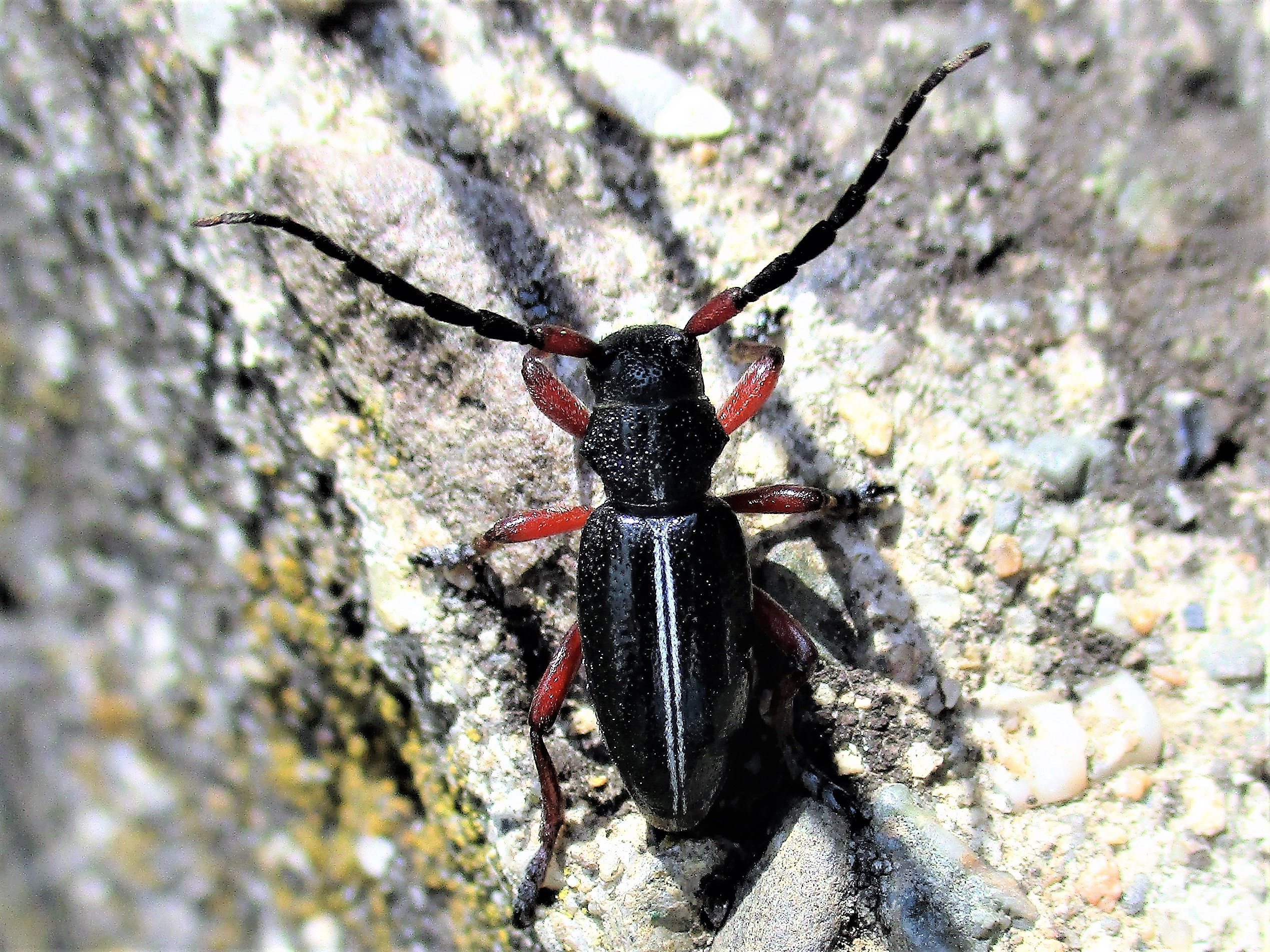

Der Rotbeinige Erdbock (Dorcadion pedestre) ist eine Art der zu den Insekten gehörenden Bockkäfer und von Südosteuropa bis ins südöstliche Mitteleuropa verbreitet.

## Merkmale
Die Körperlänge beträgt 10–17 mm. Der Körper ist schwarz gefärbt, die Beine und das 1. Fühlerglied sind rot gefärbt. Die Flügeldecken (Elytren) weisen eine weiß tomentierte Naht auf, die wie ein weißer Längsstreifen auf dem Hinterleib aussieht und sich oftmals auch auf dem Thorax findet. Neben dieser Naht ist kein dunkler Saum erkennbar, die Flügeldecken sind hier meist sehr schütter tomentiert oder fast kahl. Nur die Weibchen tragen mitunter eine dichte dunkel rotbraune Tomentierung. Die Flügeldecken weisen keine 4 klaren Längsstreifen auf, dadurch und durch die roten Beine unterscheidet sich die Art von Dorcadion scopolii. Da die Deckflügel verwachsen sind, ist die Art wie alle Vertreter der Gattung flugunfähig.

## Verbreitung
Der Rotbeinige Erdbock ist vom Osten Mitteleuropas bis zur Balkanhalbinsel verbreitet. In Österreich findet er sich in den östlichen Bundesländern Steiermark, Burgenland und Niederösterreich. Auch im östlichen Tschechien und in der westlichen Slowakei kommt die Art vor, außerdem in Ungarn, Rumänien und Ländern weiter südlich. Im Westen ist die Art bis nach Istrien in Kroatien verbreitet.
Die thermophile Art lebt in trockenen, steppenartigen Gebieten. In manchen Gegenden kann sie recht zahlreich sein.

## Lebensweise
Adulte Käfer finden sich von April bis Anfang Juni. Sie leben bevorzugt auf sauren Halbtrockenrasen, wo sich die Larven im Boden von Graswurzeln und Wurzeln krautiger Pflanzen ernähren. Aber auch von Magerrasen, Sandrasen, felsigen Standorten und ähnlichen Habitaten ist die Art bekannt. Die adulten Käfer fressen an oberirdischen Pflanzenteilen.

## Taxonomie
Die Art gehört zur Untergattung Cribridorcadion. Es existieren mehrere Synonyme. Dazu zählen:
- Cerambyx pedestris Poda, 1761
- Dorcadion kaszabi Breuning, 1956
- Dorcadion pedestre Küster, 1846
- Dorcadion rufipes Küster, 1846
- Lamia rufipes Fabricius, 1793
- Pedestredorcadion pedestre Villiers, 1974

Neben dem Nominotypischen Taxon gibt es noch die Unterart Dorcadion pedestre kaszabi (Breuning, 1956).